# (7605) Cindygraber
(7605) Cindygraber est un astéroïde de la ceinture principale.

## Description
(7605) Cindygraber est un astéroïde de la ceinture principale. Il fut découvert le 21 septembre 1995 à la station Catalina par Timothy B. Spahr. Il présente une orbite caractérisée par un demi-grand axe de 3,15 UA, une excentricité de 0,08 et une inclinaison de 25,9° par rapport à l'écliptique.